# Staatliche Zentralstelle für Fernunterricht
Staatliche Zentralstelle für Fernunterricht (ZFU) – instytucja nadzorująca funkcjonowanie kształcenia na odległość w Niemczech.
Jej główna siedziba znajduje się w Kolonii.
Do uprawnień ZFU należy:
- zatwierdzanie kursów i szkoleń, które odbywają się w ramach kształcenia na odległość,
- kontrola (raz na trzy lata) poziomu realizacji szkoleń, które uzyskały wcześniejszą zgodę agencji,
- publikacja „Przewodnika kształcenia na odległość” wraz z wykazem dopuszczonych do realizacji kursów i szkoleń oraz spisu instytucji, które uzyskały zgodę agencji na prowadzenie szkoleń,
- wspieranie rozwoju kształcenia na odległość w Niemczech,
- doradztwo dla landów w kwestiach kształcenia na odległość,
- kontrola i karanie podmiotów prowadzących kształcenie na odległość niezgodnie z obowiązującymi przepisami Ustawy o ochronie uczestników kształcenia na odległość (Gesetz zum Schutz der Teilnehmer am Fernunterricht).